# Chomutice
Chomutice är en ort i Tjeckien. Den ligger i den centrala delen av landet, 80 km öster om huvudstaden Prag. Chomutice ligger 256 meter över havet och antalet invånare är 639.
Terrängen runt Chomutice är huvudsakligen platt, men åt nordost är den kuperad.Runt Chomutice är det ganska tätbefolkat, med 70 invånare per kvadratkilometer. Närmaste större samhälle är Hořice, 9,6 km öster om Chomutice. Trakten runt Chomutice består till största delen av jordbruksmark.